# Frances Haugen
Frances Haugen (Iowa City, 1983 o 1984) è un'informatica statunitense.
Ha rivelato decine di migliaia di documenti interni di Facebook alla Securities and Exchange Commission e al Wall Street Journal nel 2021.

## Biografia

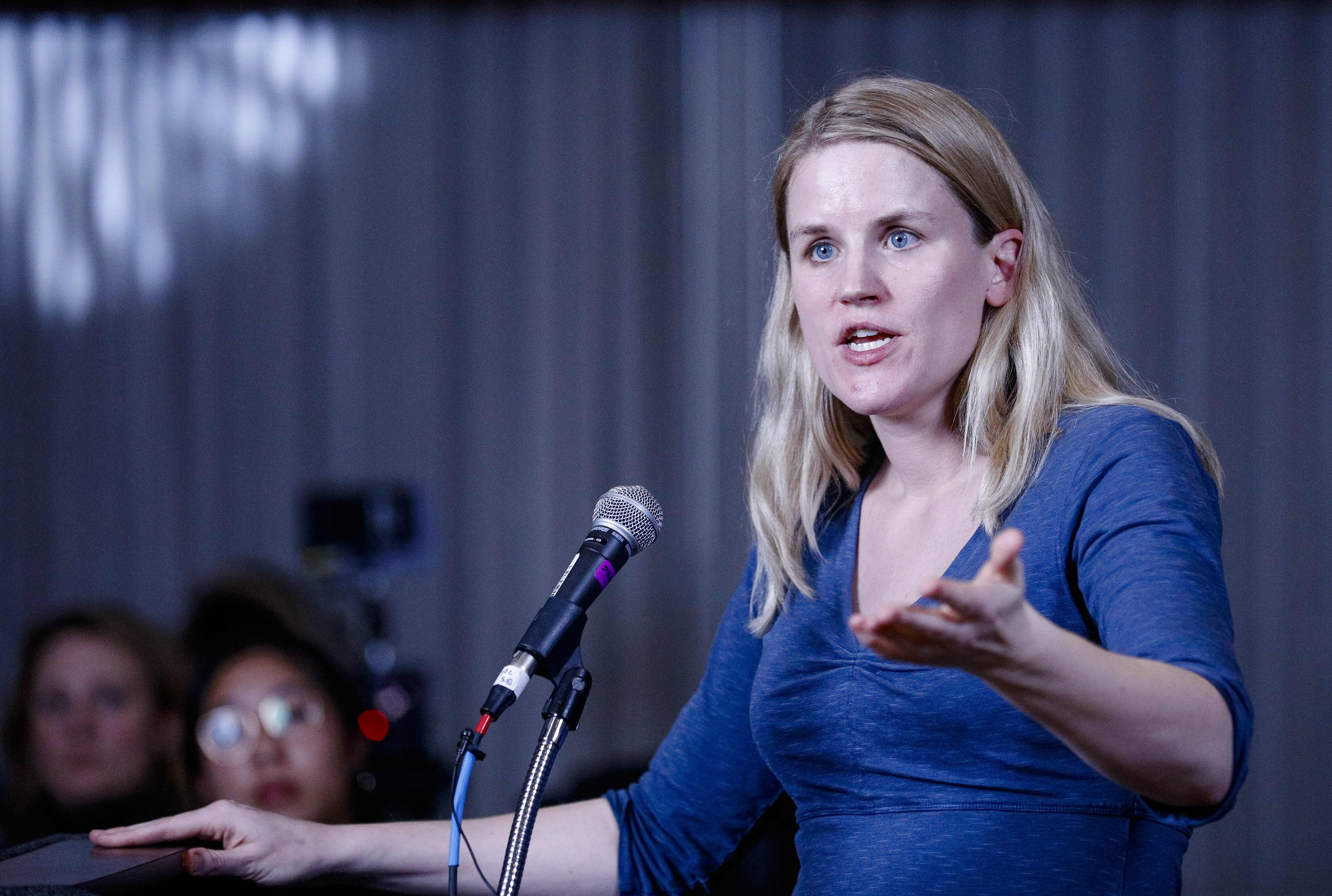
Frances Haugen in una conferenza del 2022

Haugen è nata e cresciuta a Iowa City, Iowa, dove ha frequentato la Horn Elementary e la Northwest Junior High School, e si è diplomata alla Iowa City West High School nel 2002. Suo padre era medico e sua madre divenne sacerdote episcopaliano dopo una carriera accademica.
Haugen ha studiato ingegneria elettrica e informatica presso l'Olin College of Engineering, laureandosi nel 2006. In seguito ha conseguito un Master in Business Administration presso la Harvard Business School nel 2011.
Dopo essersi laureata, Haugen è stata assunta da Google e ha lavorato su Google Ads, Google Book Search e su Google+. In Google, Haugen è stata coautrice di un brevetto per un metodo per regolare il ranking dei risultati di ricerca. Ha affermato di essere stata una co-fondatrice dell'app desktop di appuntamenti Secret Agent Cupid, precursore dell'app mobile Hinge.
Nel 2015 ha iniziato a lavorare come data product manager presso Yelp per migliorare la ricerca utilizzando il riconoscimento delle immagini e, dopo un anno, è passata a Pinterest.

### The Facebook Files
Nel 2018, quando Facebook ha reclutato Haugen, ha espresso interesse per un ruolo legato alla disinformazione e nel 2019 è diventata product manager nel dipartimento di integrità civica di Facebook. Mentre lavorava in Facebook, ha deciso di diventare whistleblower, facendo rivelazioni riguardo a ciò che ha descritto come un modello che dà la priorità al profitto rispetto alla sicurezza pubblica, e ha lasciato il proprio incarico nel maggio 2021. Nella primavera del 2021, ha contattato John Tye, fondatore dello studio legale senza scopo di lucro Whistleblower Aid, per chiedere aiuto, e Tye ha accettato di rappresentarla e di aiutarla a proteggere il suo anonimato. Alla fine dell'estate del 2021, iniziò a incontrare i membri del Congresso degli Stati Uniti, tra cui il senatore Richard Blumenthal e la senatrice Marsha Blackburn.
A partire da settembre 2021, il Wall Street Journal ha pubblicato The Facebook Files, "basato su una revisione dei documenti interni di Facebook, inclusi rapporti di ricerca, discussioni online dei dipendenti e bozze di presentazioni per il senior management". L'indagine è una serie in più parti, con nove rapporti, tra i quali: un esame delle esenzioni per gli utenti di alto profilo, l'impatto sui giovani, l'impatto delle modifiche dell'algoritmo del 2018, le debolezze nella risposta al traffico di esseri umani e ai cartelli della droga, la disinformazione sui vaccini, e la raccolta dei documenti a sostegno delle relazioni investigative.
Haugen ha rivelato la sua identità di whistleblower quando è apparsa su 60 Minutes (trasmissione della BBC) il 3 ottobre 2021. Durante l'intervista, Haugen ha discusso del programma Facebook noto come Integrità civica, che aveva lo scopo di arginare la disinformazione e altre minacce alla sicurezza elettorale. Il programma è stato sciolto dopo le elezioni del 2020, sulla quale Haugen ha detto che "per me sembra davvero un tradimento della democrazia" e che secondo lei ha contribuito all'attacco al Campidoglio degli Stati Uniti del 2021. Haugen ha anche affermato: "La cosa che ho visto su Facebook più e più volte era che c'erano conflitti di interesse tra ciò che era buono per il pubblico e ciò che era buono per Facebook. E Facebook, più e più volte, ha scelto di ottimizzare per i propri interessi su come fare più soldi".